# Branisko (pohoří)
Branisko je samostatný geomorfologický celek Fatransko-tatranské oblasti na východním Slovensku. Jeho nejvyšším bodem je vrch Smrekovica s výškou 1 200 m n. m.

## Poloha
Pohoří tvoří morfologicky výrazný horský hřbet směru S-J o délce asi 18 km. Na západě a severu hraničí s Levočskými vrchy a Spišskou kotlinou, na východě se Šarišskou vrchovinou. Na jihu je oddělen tokem Hornádu, Dolinského a Kluknavského potoka od masivu Čierne hory (Slovenského rudohoří).

## Přírodní podmínky

### Geomorfologie
Z geomorfologického hlediska je pohoří součástí Fatransko-tatranské oblasti. Sedlo Chválabohu v průsmyku Branisko rozděluje pohoří na dva podcelky. Severnější a masivnější Smrekovica s nejvyšším vrchem Smrekovica (1 200 m n. m.) a jižnější Sľubica s nejvyšším vrchem Sľubica (1 129,4 m n. m.).
Až tři čtvrtiny pohoří se nacházejí ve výšce od 700 do 1 100 m n. m.. Značné rozdíly v nadmořské výšce měly za následek zpětnou erozi stráňových toků, které způsobily zaříznutí vodotečí a vznik systému rozsoch.

## Geologie
Geologicky je možné pohoří rozčlenit na severní zónu Smrekovica a jižní zónu Sľubica. Na západě ji od paleogenního sedimentů odděluje poľanovský zlom, na východě jsou to šindliarske zlomy. Kvůli výraznému zlomovému omezení a hrasťovité stavbě pokládali v minulosti severní část Braniska za jádrové pohoří. Až novější poznatky získané při stavbě tunelu Branisko napovídají, že se celé pohoří je zřejmě součástí veporika. Nad nímž se v relikty zachovaly i horniny gemerika.
Smrekovická zóna je analogem ľubietovské zóny veporika, tvoří ji migmatity a granitoidy označované jako komplex Patrie. Nad nimi leží mezozoické vápence a dolomity hronika. Zóna Sľubica má podobnou geologickou stavbu jako blízký celek Čierna hora. Na severu jej tvoří zejména žuly bujanovského komplexu. V jeho nadloží se nachází slabě metamorfovaný sedimentární obalový komplex označovaný jako ružínská jednotka. Tvoří ho horniny svrchního paleozoika až triasu, lokálně i jury, převážně pískovce, karbonáty a břidlice. Jižní část Sľubice tvoří tzv. miklušovský komplex sestávající z migmatitů, rul a amfibolitů. Jeho sedimentární obal tvoří hrabkovská jednotka, která má svrchní paleozoikum až střední jura.

## Vodstvo
Pohoří patří k povodí Hornádu. Nejvýznamnějším tokem je Veľká Svinka. Maximální průtok vodních toků této oblasti je na jaře během tání sněhu, hlavně v dubnu. Okrajové zlomy pohoří provázejí prameny minerálních vod. Nejvýznamnějším a hospodářsky využívaným je pramen Salvator.

## Podnebí
Oblasti s menší nadmořskou výškou lze zařadit do mírně teplé klimatické oblasti, vyšší oblasti naopak do chladné. Průměrné teploty se v lednu pohybují kolem -6 až -7 °C, zatímco v červenci od 15,5 do 17 °C. Průměrný úhrn srážek je ročně 650–800 mm. S nejvydatnějšímu srážkami v červenci a nejnižšími v únoru. Sněhová pokrývka se v pohoří drží 80 až 120 dní v roce.

## Rostlinstvo a živočišstvo
Pohoří pokrývají ve vyšších polohách většinou jehličnaté, hlavně borové lesy, s běžnými smrky a modříny. V nižších polohách je patrný přechod k smíšeným lipovo-dubovým a dubovo-habrovým porostům.

## Turistika
Napříč celým pohořím vede zeleně značená  turistická trasa z Krompach až do Sabinova. Turisticky zajímavé jsou oblasti jako např. Lipovský kras u Lipovců.

## Doprava
Pohoří protíná dosud nejdelší dálniční tunel na území Slovenska.